# Thorsten Schröder

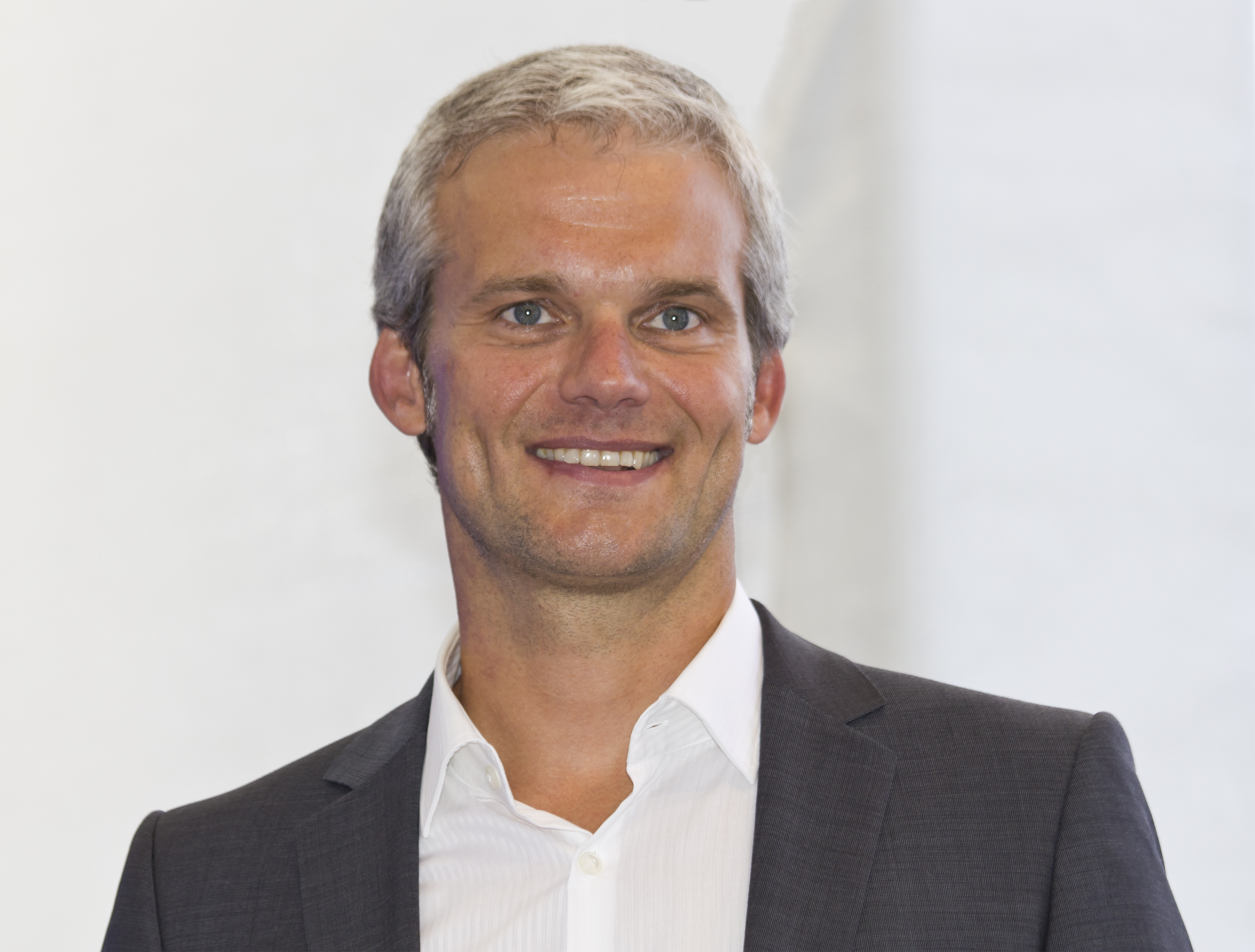
Thorsten Schröder (2013)

Thorsten Schröder (* 30. Dezember 1967 in Reinbek) ist ein deutscher Journalist, Sprecher, Moderator und Buchautor.

## Leben
Thorsten Schröder wuchs im Ortsteil Neuschönningstedt der bis 1974 selbständigen Stormarner Gemeinde Schönningstedt auf. Nach seinem Abitur 1987 in Glinde studierte er Volkswirtschaftslehre an der Universität Hamburg, wo er 1993 mit Diplom abschloss.
Ab 1991 war Thorsten Schröder freier Mitarbeiter beim Hörfunk des NDR. Parallel dazu war er als Redakteur bei der Glinder Zeitung angestellt.
Anschließend ging er einige Monate zum bayerischen Hörfunksender Radio FFB in Fürstenfeldbruck.
Nachdem er 1994 zurück nach Hamburg zog, absolvierte er ein Volontariat beim NDR. Ab 1996 arbeitete Thorsten Schröder als Redakteur und Reporter bei der Nachrichtenredaktion von NDR 90,3 in Hamburg.
Seit 1999 ist er Sprecher der Tagesschau im Ersten. Ab Mai 2023 wird er auch als Nachrichtenmoderator bei tagesschau24 eingesetzt.
Am 21. November 1999 war er erstmals um 20:00 Uhr als Off-Sprecher zu hören, am 20. September 2007 folgte sein erster Auftritt in der Hauptausgabe vor der Kamera. Von 2005 bis 2007 war er einige Tage im Monat beim Radiosender NDR Info tätig. Zudem arbeitet er beim NDR Fernsehen. Seit 2006 moderiert er die NDR-Fernsehsendung NDR Info (bis 2007 Neues im Norden, von 2008 bis 2019 NDR Aktuell), das norddeutsche Pendant zum ARD-Brennpunkt. Auch den ARD-Brennpunkt moderierte er bereits. In diesen Sendungen arbeitet er als Moderator und schreibt seine Texte selbst und führt Interviews.
Von 2007 bis 2022 zur Absetzung des Nachtmagazins im Ersten und auf tagesschau24 war er Vertretungsmoderator. Außerdem war er ab 2011 zusammen mit Tina Wolf Moderator und Nachrichtenredakteur beim Hamburg Journal.
Im Januar 2020 wirkte er als „tanzender Talkshowmoderator“ im Musikvideo zu Limbo, dem Titelsong des gleichnamigen Studioalbums der Band MiA., mit. Thorsten Schröder ist auch als Sprecher tätig. In zahlreichen Produktionen von Hörfunk und Fernsehen sowie in Hörbüchern sprach er; darunter Diese Geschichte von Alessandro Baricco, erschienen im Jahr 2008 im JUMBO Verlag.
Schröder ist mit einer Osteopathin liiert.

## Sport- und Reisebuchautor
Der Hobby-Triathlet und Hobby-Radrennfahrer Schröder berichtete früher live für den NDR-Hörfunk von Radsportveranstaltungen. Schröder ist in der Triathlon-Abteilung des FC St. Pauli organisiert und nahm an zahlreichen Triathlons und Radrennen teil. Im Jahre 2012 absolvierte er seine erste Triathlon-Langdistanz (3,86 km Schwimmen, 180,2 km Radfahren und 42,195 km Laufen), den Ironman Germany in Frankfurt am Main.
Über den Ironman und seine Vorbereitung darauf schrieb er das Buch Nachrichten vom Ironman, das im Oktober 2013 im Spomedis-Verlag erschien. Im Jahre 2010 erschien im Gütersloher Verlag sein Buch Kontrastprogramm, in dem er von seinen Fahrradreisen rund um die Welt berichtet. Im Jahr 2019 erschien im emf-Verlag.de sein Buch Mit jeder Faser, in dem Schröder über seine erstmalige Qualifikation für den Ironman auf Hawaii berichtet, aber auch viel Biographisches eingearbeitet hat. Aufgrund seiner erneuten Qualifikation für das Weltmeisterschaftsrennen auf Hawaii im Jahre 2022 erschien im Folgejahr eine erweiterte und aktualisierte Ausgabe des Buches im gleichen Verlag Schröder war mit dem Buch in ganz Deutschland auf Lesungen zu erleben. 
Auch in den Jahren 2013 und 2014 absolvierte Schröder jeweils einen Langdistanztriathlon und versuchte bei seiner vierten Teilnahme im Juli 2017 beim Ironman Germany in Frankfurt am Main sich für die Weltmeisterschaften auf Hawaii zu qualifizieren. Dies misslang, aber schon fünf Wochen später versuchte er es erneut: Im August 2017 nahm Schröder am Ironman Hamburg teil, wo er den sechsten Platz in seiner Altersklasse belegte und sich damit einen Startplatz für die Weltmeisterschaften, den Ironman Hawaii (Ironman World Championships) am 14. Oktober 2017, sicherte.
Den Ironman auf Hawaii beendete er nach 10:56 Stunden ebenfalls erfolgreich, in seiner Altersklasse M50–54 belegte Schröder den 68. Platz; insgesamt lag er auf dem 989. Platz von 2364 Teilnehmern.
Im Jahr 2019 erschien im emf-Verlag sein Buch Mit jeder Faser, in dem er seinen Weg zum Ironman auf Hawaii beschreibt. Beim Ironman Frankfurt am 26. Juni 2022 qualifizierte sich Schröder zum zweiten Mal für den Ironman Hawaii. Dieser fand am 9. Oktober 2022 statt. Schröder erreichte Platz 1502 von 2376 Startern in 11:05:45 Stunden.
Am 2. August 2025 nahm Schröder am Norseman Xtreme Triathlon in Norwegen teil, dem vielleicht härtesten Triathlon-Wettbewerb (über die Ironman-Distanz) der Welt. Er erkämpfte sich in 14:59:19 Stunden den 173. Platz von 254 Startern.
Schröder war als Kind begeisterter Fußballer, musste den Sport aber wegen eines Wirbelleidens mit folgender Operation aufgeben. 1983 besuchte er erstmals ein Spiel des Hamburger Fußballclubs FC St. Pauli und wurde sofort Fan. Im Rahmen der Rettungsaktion für den vor der Pleite stehenden Verein kaufte er 2006 eine Lebensdauerkarte für einen Stehplatz.